# Ebensburg
Ebensburg is een plaats (borough) in de Amerikaanse staat Pennsylvania, en valt bestuurlijk gezien onder Cambria County.

## Demografie
Bij de volkstelling in 2000 werd het aantal inwoners vastgesteld op 3091. In 2006 is het aantal inwoners door het United States Census Bureau geschat op 2905, een daling van 186 (-6,0%).

## Geografie
Volgens het United States Census Bureau beslaat de plaats een oppervlakte van 4,5 km², waarvan 4,4 km² land en 0,1 km² water. Ebensburg ligt op ongeveer 626 m boven zeeniveau.

## Plaatsen in de nabije omgeving
De onderstaande figuur toont nabijgelegen plaatsen in een straal van 12 km rond Ebensburg.